# Breda (ime)
Breda je žensko osebno ime.

## Izvor imena
Izvor imena Breda ni zadovoljivo pojasnen. Po zelo približni glasovni podobnosti se povezuje z imenom Brigita oziroma različico Brida ter Frida, nemško Fride.  Zaradi nedokazanosti v starejših virih je to preobrazbo dveh precej različnih imen nemogoče zanesljivo dokazati. Imena Breda kot ženskega osebnega imena ni v drugih slovanskih niti evropskih jezikih. Še najbolj zanesljiv vir, ki dokazuje obstoj imena na Slovenskem, je slovenska ljudska pesem v kateri nastopa »mlada Breda«.

## Različice imena
Bredi, Bredica, Bredka,

## Pogostost imena
Po podatkih Statističnega urada Republike Slovenije je bilo na dan 31. decembra 2007 v Sloveniji število ženskih oseb z imenom Breda: 2.338. Med vsemi ženskimi imeni pa je ime Breda po pogostosti uporabe uvrščeno na 112. mesto.

## Osebni praznik
Glede na domnevni izvor imena osebe s tem imenom godujejo takrat kot Brigite - 1. februarja ali takrat kot Fride - 19. oktobra.

## Zanimivosti
- Na ime Breda se samo na videz nanaša izraz breda »težka strojnica ali lahki top italijanskega izvora«. Izraz izhaja iz imena tovarne Breda (s polnim imenom: Società Italiana Ernesto Breda per Costruzioni Meccaniche), ki jo je leta 1886 v Milanu ustanovil inženir Ernesto Breda.
- Breda di Piave je mesto in industrijsko središče v pokrajini Treviso.